# Соколско друштво у Прокупљу
Соколско друштво у Прокупљу је спортско друштво основано 1908. године под називом Соколско друштво „Југ Богдан“.

## Историјат
До ослобођења од Турака, у Прокупљу и Топлици спортском животу се није придавао готово никакав значај. Омладина у селу бавила се народним надметањем у вештинама: јахање, руковање сабљом, одбрана штитом, утркивање, лов и риболов, бацање камена у даљ и друго.
Прва спортско-витешка организација основана је у Прокупљу 1887. године под називом стрељачка дружина "Југ Богдан". Вештина гађања луком и стрелом а касније и пушком била је цењена, а витешка надметања опевана су у народним песмама.
Младићи из Прокупља, заинтересовани за гимнастику, на почетку XX века скоро свакоднево су вежбали на војном логоришту на справама које су остале после одласка Другог пешадијског пука „Књаз Михаило“ из Прокупља. Временом се друштво, које је предводио Добривоје Ђ. Михајловић - Такић, омасовило и вежбало на војничким гимнастичким справама.
Топличко соколско друштво "Југ Богдан" приређује свој први јавни наступ 1908. године на Хисару. Основали су га Добривоје Михајловић, начелник Влада Илић, поднаредник Јован Илић и поручник Душан Путниковић. Чланови друштва називани су соколи. Прве вештине у којима су се надметали су трке, скок из места, гађање у мету из пушке, бацање камена с рамена, вежбање на вратилу, пењање уз јарбол, трчање преко препрека, рвање, певање и гуслање. Чланство овог друштва омасовило на око 120 сокола.
Соколске чете у Топлици образоване су Блацу и селима Житорађи, Прекопуцу, Тулару и Бресници.
После тешких ратних година (1912-1918.) Соколско друштво је обновило своју делатност и већ 3. априла 1921. године одржало прву редовну годишњу скупштину.  Током исте године приређено је више јавних часова, академија и других приредби у Прокупљу, околним селима и варошицама.
Друштво је учествовало на Свесоколском слету у Љубљани од 12. до 15. августа 1922. године.
Од јуна 1924. године, друштво носи назив „Топличко соколско друштво“. На Спасовдан 1926. године, у Прокупљу је одрђан Жупски слет Моравске соколске жупе, што је био најзначајнији дан топличког соколства.
Топличко соколско друштво мења назив у „Соколско друштво Прокупље“ на редовној годишњој скупштини одржаној 20. фебруара 1927. године.
Своје активности прекидају уочи другог светског рата, да би од 1947. године, преименовани у "Партизан", наставили са бављењем спортом и организацијом спортских активности.
Зграда Соколског дома једна је од најстаријих зграда намења развоју физичке културе у Прокупљу. Изградња зграде започета је 1934.године према плану архитекте Момира Горуновића.
Зграда је под заштитом Завода за заштиту споменика културе.